# Marie von Ebner-Eschenbachová
Marie svobodná paní Ebner z Eschenbachu, roz. hraběnka Dubská z Třebomyslic, (13. září 1830, Zdislavice u Kroměříže – 12. března 1916, Vídeň) byla moravská šlechtična z hraběcího rodu Dubských z Třebomyslic a rakouská spisovatelka německého jazyka. Je považována za jednu z nejvýznamnějších německy píšících autorek 19. století, mimo jiné byla dvakrát nominována na Nobelovu cenu za literaturu.

## Život

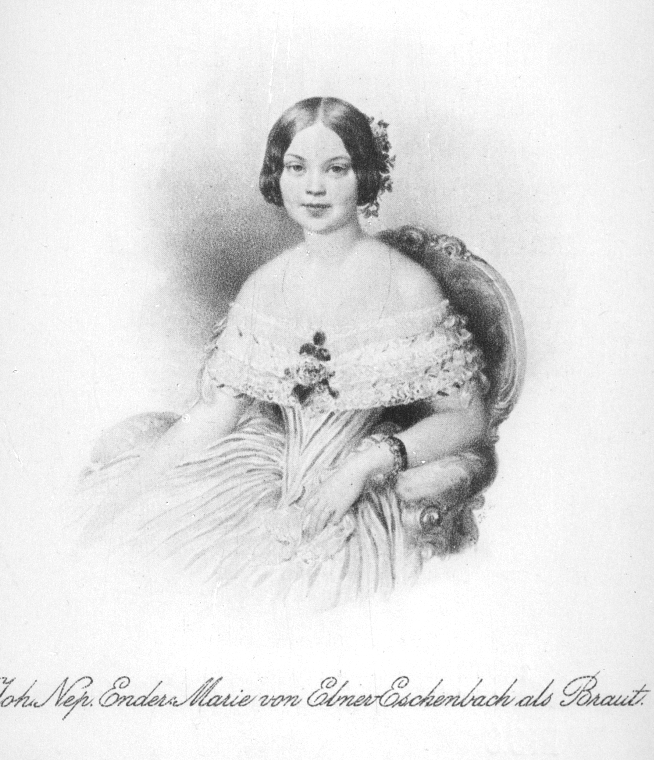
Marie Dubská v dívčím věku

### Dětství
Pocházela ze šlechtického hraběcího rodu Dubských z Třebomyslic. Narodila se ve Zdislavicích na Kroměřížsku jako Marie Dubská, dcera barona Františka Josefa Dubského z Třebomyslic (1784–1873), roku 1843 povýšeného do hraběcího stavu, a jeho druhé manželky, saské baronky Marie von Vockel, vyznáním protestantky. Matka jí zemřela dva týdny po porodu. Přilnula ke své první nevlastní matce, Eugénii z Bartensteinu (1808–1837), která ovšem zemřela v dívčiných sedmi letech. Její raná výchova byla svěřena dvěma moravským chůvám Josefě Navrátilové a jisté Aničce (N.N.), která jí vyprávěla české pohádky. Dále měla německou a francouzskou guvernantku. Na německou výchovu dbala také třetí nevlastní matka, všestranně vzdělaná hraběnka Xaverina Kolovrat-Krakovská (1808–1869), která ji uvedla do vídeňské společnosti, seznamovala s tamním divadelním a koncertním repertoárem a podporovala ji v literární činnosti. Mimo jiné ji v roce 1840 seznámila s rakouským spisovatelem a dramatikem Franzem Grillparzerem. V 11 letech bylo Marii svěřeno pořádání rodinné zdislavické knihovny po babičce Dubské, ve Zdislavicích rodina trávila každé léto. Marie se začala zajímat o nejrůznější obory vědění a tíhla k metafyzice. Společnicí jí tam bývala teta Helena Dubská.
Ve čtrnácti letech vytvořila své první literární dílo, drama s námětem z francouzských dějin. Zatímco její první dramatické pokusy neuspěly, brzy se prosadila povídkami, novelami a romány. Tyto už publikovala pod jménem Ebner-Eschenbachová, poté co se v roce 1848 provdala za syna dědečkovy sestry o patnáct let staršího barona Moritze Ebner-Eschenbacha (1815–1898) a odstěhovala se s ním do Znojma.

### Manželství

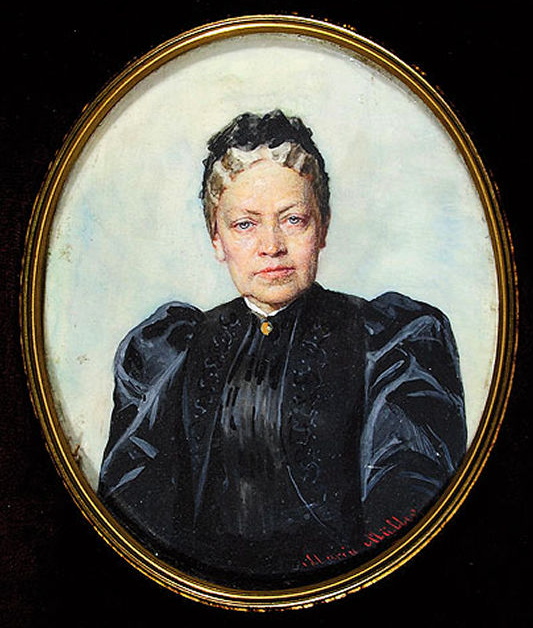
Portrét Marie von Ebner-Eschenbach od Marie Müllerové, 1891.

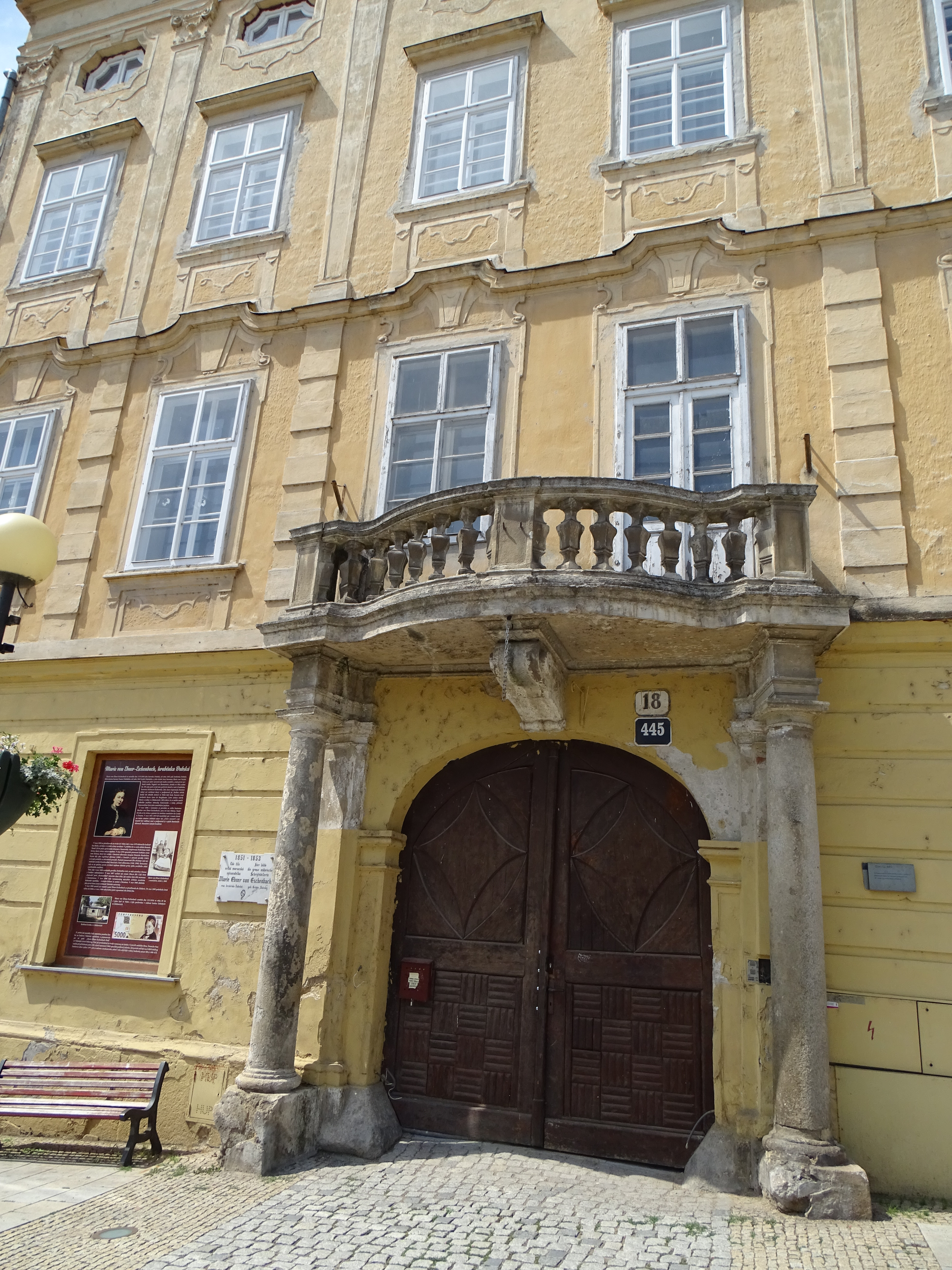
Dům ve Znojmě, kde pobývala Marie von Ebner-Eschenbachová v letech 1851 - 1853.

Když se Marie provdala, manžel sloužil jako nadporučík v c. k. rakouské armádě a na c. k. ženijní akademii v Louce u Znojma vyučoval fyziku a chemii. Od roku 1856 střídavě a 1868 trvale bydleli ve Vídni. Jejich manželství bylo bezdětné. Moritz přivedl Marii k zájmu o přírodní vědy, zejména fyziku, do které ji zasvěcoval fyzik Ernst Mach. Marie se mohla plně věnovat svým zálibám, například mechanice. Ve Vídni se vyučila hodinářství a sbírala kapesní, nákrční a stolní hodinky. Sbírku z velké části odkázala chudobinci ve Zdislavicích, odkud byla předána do Muzea hodin ve Vídni. Dále Marie pod vlivem rodinného přítele, admirála Tegetthoffa, studovala námořní navigaci, námořní válečnictví, ale také telegraf či elektřinu. Za to byla jmenována korespondenční členkou Rakouské akademie věd a umění.
Náměty pro své příběhy čerpala ze společnosti Vídně, kde žila většinu roku, a z okolí Zdislavic, Lysic a Hoštic, kam jezdila každé léto za svou rodinou, a do zámeckého parku, kde napsala své prvotiny. Na zámku v Lysicích je po ní rovněž pojmenována knihovna, a je zde vystavena její oslavná báseň na kouření, kterou zde údajně napsala. Kromě němčiny, v níž psala, ovládala i češtinu a francouzštinu. Její literární dílo se vyznačuje mj. bohatstvím aforismů, z nichž sestavila celou sbírku. Známý je např. Vyhraj, ale netriumfuj! (Siege, aber triumphiere nicht!).
Roku 1898 získala jako spisovatelka císařské vyznamenání za vědu a umění Literis et artibus.

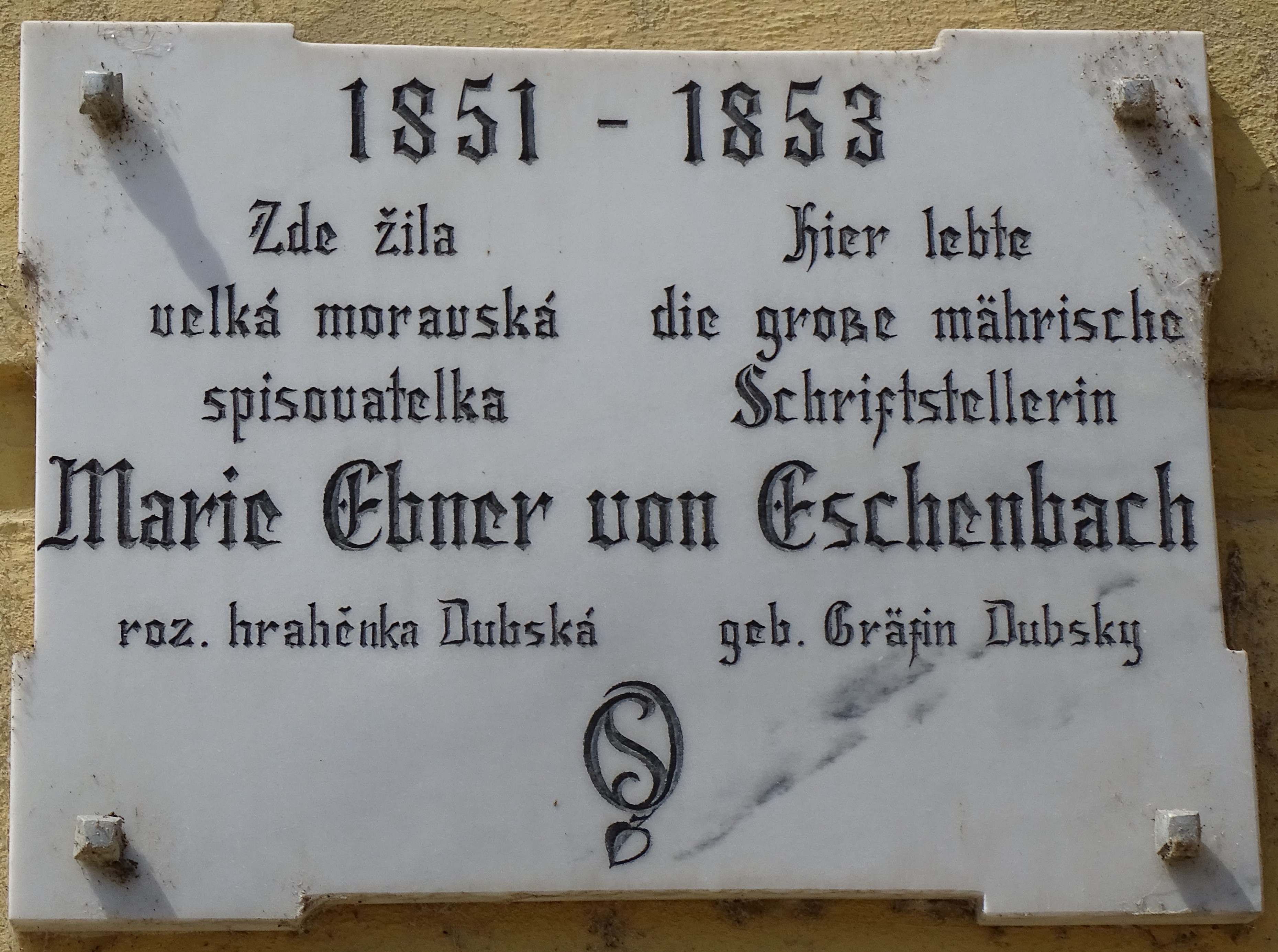
Pamětní deska na domě ve Znojmě věnovaná Marii von Ebner-Eschenbach

Na své přání byla pohřbena v rodinné klasicistní budově hrobky hrabat Dubských ve Zdislavicích, která je chráněna jako nemovitá kulturní památka. Hrobku od roku 2016 vlastní a spravuje organizace Czech National Trust ve spolupráci se Zlínským krajem.

## Literární činnost

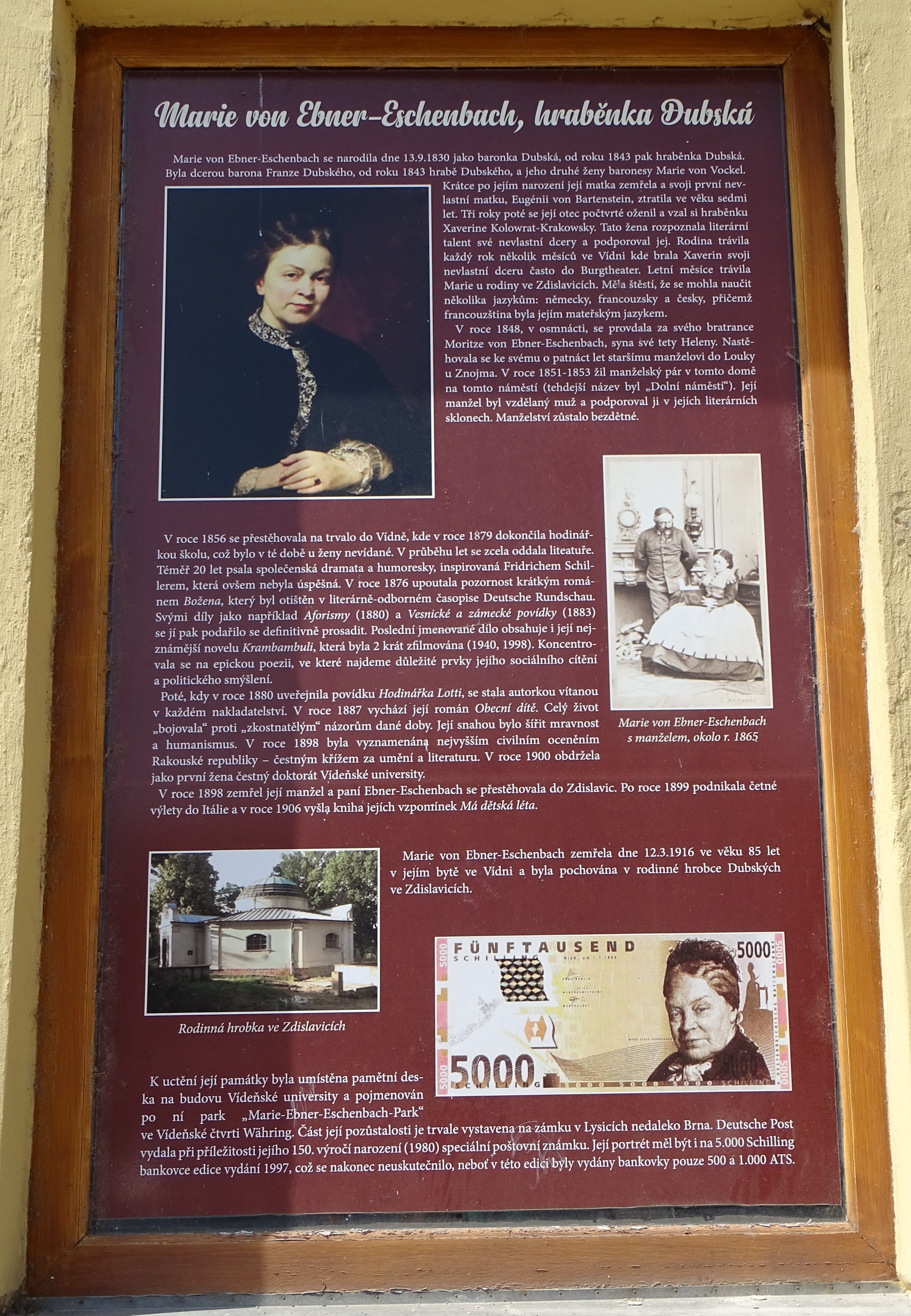
Pamětní deska ve Znojmě věnovaná hraběnce Marii Dubské, svobodná paní Ebner z Eschenbachu.

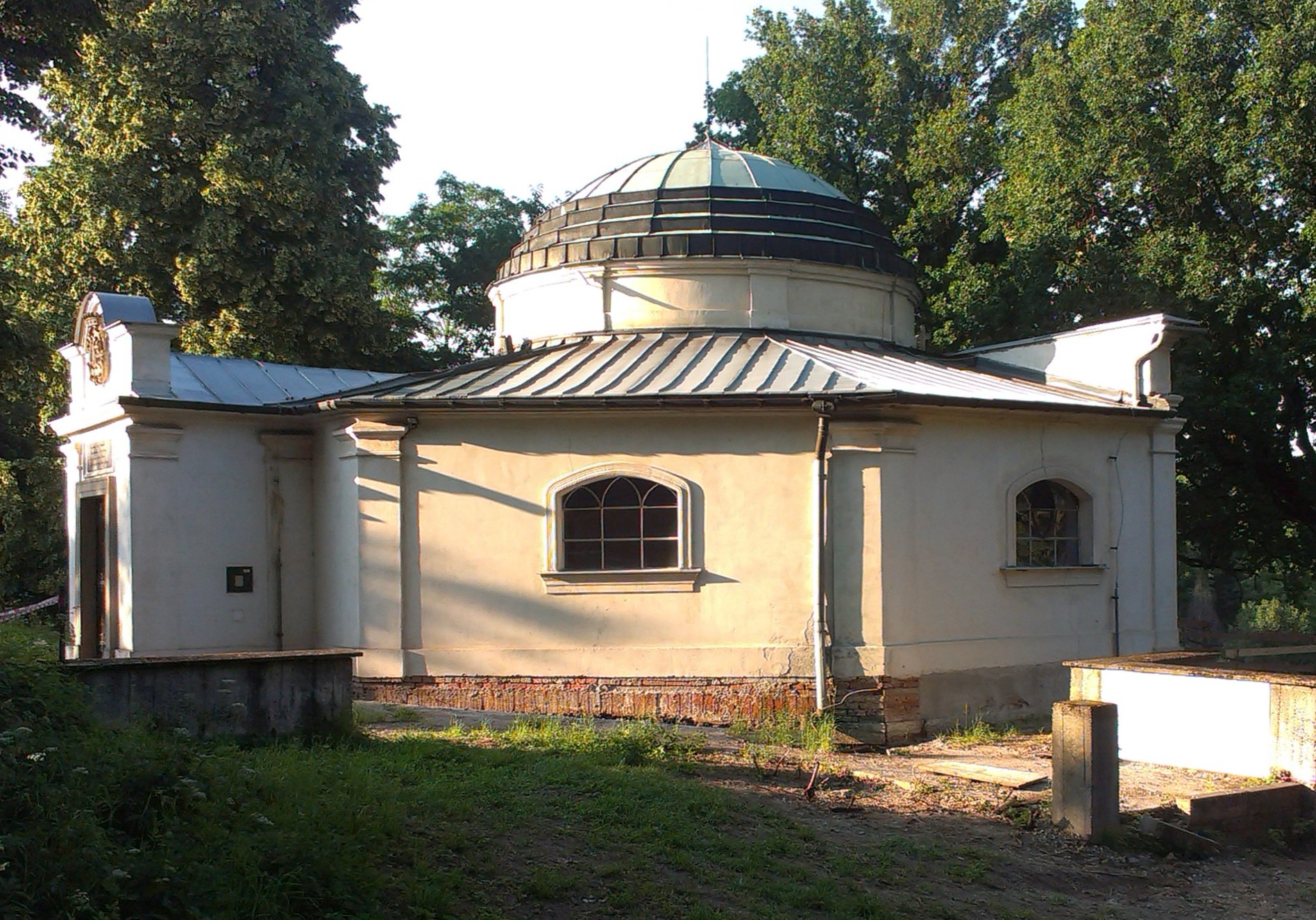
Rodinná hrobka ve Zdislavicích

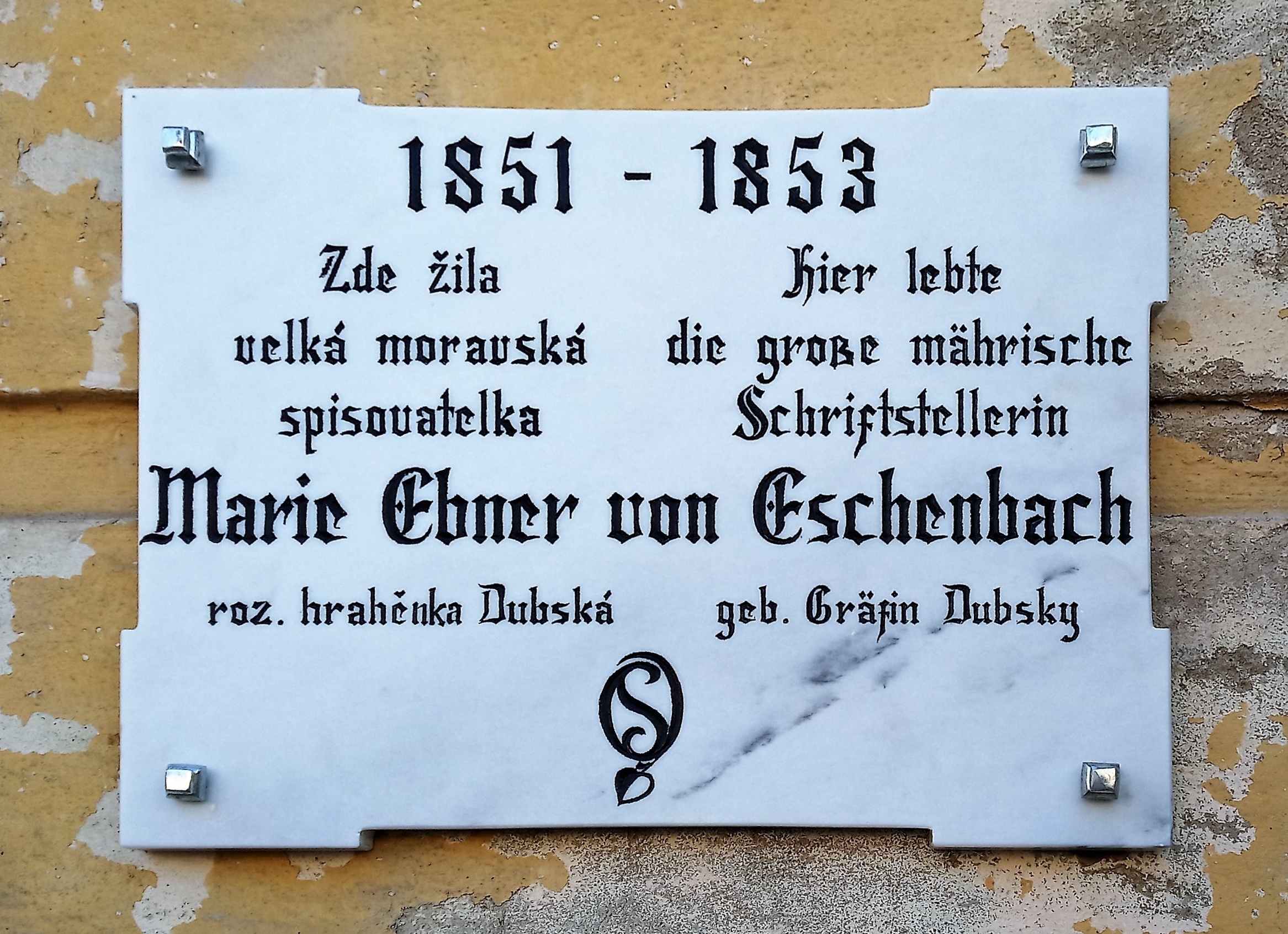
Pamětní deska spisovatelky na domě č. 18 na Dolním (Masarykově) náměstí ve Znojmě

V poslední čtvrtině 19. století byla Marie von Ebner-Eschenbach hodnocena jako nejvýznamnější rakouská spisovatelka a řazena mezi realistické spisovatelky, řešící problémy lidí chudých lidí a žijících na okraji společnosti. Pro sociální cítění i náměty próz bývá často srovnávána s Boženou Němcovou. Oproti ní měla nesrovnatelně lepší podmínky k práci, jak blahobyt, zdraví a klid, tak velmi dlouhý život. Více se kriticky vyjadřuje k problémům společnosti, ale zase má slabší stavbu příběhů. V roce 1898 byla vyznamenána nejvyšším rakouským civilním řádem, Čestným křížem za umění a literaturu. V letech 1910 a 1911 byla nominována na Nobelovu cenu za literaturu.

## Dílo
- Z Františkových Lázní (1858)
- Marie Stuartovna ve Skotsku (1860)
- Doktor Ritter (1869)
- Princezna z Banálie (1872)
- Božena (1875) – novela, vzpomínky na českou chůvu. Vyrůstala bez matky. Láskyplný portrét ženy, která pro lásku k dítěti překonává veškeré problémy, ať už národní nebo sociální. Snažila se o porozumění mezi Čechy a Němci.
- Hodinářka Lotti novela (1880) – z vlastní zkušenosti líčí zálibu, která přerostla v profesi, v té době pro ženy neobvyklou
- Aforismy (1880)
- Dvě komtesy (1885) – idealizovaný pohled na život šlechtičen
- román Obecní dítě (1887) – hlavní hrdina je synem trojnásobného vraha
- Bez lásky (1888) - dialogová novela, veselohra
- povídka Krambambuli (1883) – příběh psa, který miluje dva pány – myslivce a pytláka, kteří se vzájemně nenávidí a pes neví proč, alegorie národnostních vztahů mezi Čechy a Němci.
- povídky Na vesnici nepochopená (1886), Terka (1886) a Nechává ruku líbat (1893), Babička (1875), Rukávník (1889) a Premiant (1901),
- povídky z polského prostředí Jakob Szela (1883) a Krajský fyzik (1883),
- román Bezvěrec ? (Glaubenslos?) (1893) z katolického prostředí
- Moje vzpomínky na dětská léta (1906)
- biografický román Mé vzpomínky na Grillparzera (Meine Erinnerungen an Grillparzer) – poslední kniha z roku 1916.

Aktuální vydání
- Krambambuli: Příběh loveckého psa, ilustrovala Lucie Müllerová, Vitalis, Praha 2020, ISBN 978-80-7253-421-0